# Kurt Kister
Kurt Kister (* 9. Juli 1957 in Dachau) ist ein deutscher Journalist. Von 2011 bis 2020 war er Chefredakteur bei der in München erscheinenden Süddeutschen Zeitung, ab 2015 zusammen mit Wolfgang Krach als gleichberechtigte Doppelspitze.

## Leben und Wirken
Kister studierte nach Abitur am Josef-Effner-Gymnasium Dachau (1976) und Wehrdienst, den er mit dem Dienstgrad eines Leutnants abschloss, ab 1978 an der Ludwig-Maximilians-Universität München Geschichte, Politik und Kommunikationswissenschaft und besuchte die 17. Lehrredaktion an der Deutschen Journalistenschule. Seine Diplomarbeit schrieb er 1983 zum Thema Sicherheitspolitik und Journalismus. Während des Studiums arbeitete Kister als freier Mitarbeiter für die Dachauer Lokalredaktion der Süddeutschen Zeitung, bei Nachrichtenagenturen und der Tagesschau.
Ab Mai 1983 schrieb Kister als Reporter für die Innenpolitik-Redaktion der Süddeutschen Zeitung über Sicherheits- und Verteidigungspolitik. Er arbeitete die Geschichte seines Großvaters journalistisch auf, der KZ-Wächter in Dachau war. 1989 wechselte er zur Seite Drei, zunächst als stellvertretender Ressortleiter, später als Ressortleiter. Von Sommer 1991 bis 1996 berichtete Kister als USA-Korrespondent der Süddeutschen Zeitung aus Washington. 1996 kehrte er nach München zurück und wurde Ressortleiter der Redaktion Außenpolitik. Im August 1998 wechselte er zurück in die Innenpolitik und leitete die Hauptstadtredaktion in Bonn, von August 1999 bis Dezember 2004 in Berlin. Am 1. Januar 2005 wurde Kister neben Ernst Fischer stellvertretender Chefredakteur der Süddeutschen Zeitung. Am 1. Januar 2011 wurde Kister als Nachfolger von Hans Werner Kilz Chefredakteur der Zeitung. Ab 2015 bekleidete Kister seine Stellung als Chefredakteur in Form einer Doppelspitze gleichberechtigt mit dem vormaligen stellvertretenden Chefredakteur Wolfgang Krach. 2020 schied er auf eigenen Wunsch aus der Chefredaktion aus; er blieb als Autor Mitglied der Redaktion. Auf ihn folgte als Ko-Chefredakteurin Judith Wittwer.

## Zitat
„Der bisweilen melancholische bis byzantinisch-barocke Kurt Kister wirkt oft wie aus der Zeit gefallen. Er wäre zu früheren Zeiten, etwa in den goldenen 1980er-Jahren, der ideale ‚SZ‘-Chefredakteur gewesen, sagen die, die ihn gut kennen. Wie kaum ein anderer Journalist verkörpert er die DNA und das historische Erbe der ‚Süddeutschen‘. […] Im Zweifel ist Kister der Hirte, der die SZ-Herde zusammenhält.“

## Auszeichnungen
- 1989: Wächterpreis der deutschen Tagespresse für die Aufdeckung der Verbindungen, die der Bundestagsabgeordnete Alfred Mechtersheimer mit der libyschen Regierung und Oberst Muammar al-Gaddafi unterhalten hatte
- 2003: Egon-Erwin-Kisch-Preis, 2. Platz für Wolfslächeln und Nadelstiche, die Beschreibung eines Streitgesprächs zwischen Edmund Stoiber und Gerhard Schröder[9]
- 2006: Henri-Nannen-Preis in der Kategorie Herausragende humorvolle Berichterstattung für seine Kolumne Unsere Besten im SZ-Magazin
- 2014: Journalist des Jahres in der Kategorie „Chefredaktion überregional“[10]

## Publikationen/Filme
- Mein Großvater. KZ-Aufseher Konrad Keller. Eine Dokumentation von Paul Karalus und Kurt Kister. BRD 1983. 60 Min.[11]
- (Hrsg.), Geteiltes Land. Heidelberg, hjr-verlag 2012.
- (Hrsg.), iKids. Heidelberg, hrj-verlag 2012.
- (Hrsg.), Staatsbürger in Uniform – Wunschbild oder gelebte Realität? Nomos, Baden-Baden 1989.